# كوستانزو سيليستيني
كوستانزو سيليستيني (بالإيطالية: Costanzo Celestini)‏ هو لاعب كرة قدم إيطالي في مركز الوسط، ولد في 14 مايو 1961 في كابري في إيطاليا. شارك مع منتخب إيطاليا تحت 21 سنة لكرة القدم. أما مع النوادي، فقد لعب مع نادي أسكولي ونادي أفيلينو ونادي بيزا ونادي كاتانزارو ونادي نابولي ويوفي ستابيا.